# Iggie Wolfington
Iggie Wolfington est un acteur américain né le 14 octobre 1920 à Philadelphie et mort le 30 septembre 2004. Ancien soldat, il a été récompensé pour son comportement lors de la Bataille des Ardennes,.

## Filmographie sélective

### Cinéma
- 1966 : Les Plaisirs de Pénélope (Penelope) de Arthur Hiller : Store Owner
- 1973 : Hex de Leo Garen : Bandmaster
- 1974 : Le Nouvel Amour de Coccinelle (Herbie Rides Again) de Robert Stevenson : Avocat
- 1975 : L'Homme le plus fort du monde (The Strongest Man in the World) de Vincent McEveety : Mr. Becker
- 1977 : Un espion de trop (Telefon) de Don Siegel : Père Stuart Diller
- 1979 : 1941 de Steven Spielberg : Meyer Mishkin

### Télévision

#### Séries télévisées
- 1972 : The Snoop Sisters : Frank
- 1975 : Adams of Eagle Lake (en) : Officier Jubal Hammond

#### Téléfilms
- 1955 : One Touch of Venus de George Schaefer : Stanley
- 1957 : Cinderella de Ralph Nelson : The Chef
- 1969 : Let Me Hear You Whisper de Glenn Jordan : Dr Crocus
- 1975 : La Légende de Lizzie Borden (The Legend of Lizzie Borden) de Paul Wendkos : Propriétaire de magasin
- 1976 : Father O Father de Lee Bernhardi et Peter Bonerz : Père Flicker
- 1986 : Dear Penelope and Peter de Bob Claver : Oncle Wilbur